# Фредерик Хоук
Фредерик Хамилтън „Рик“ Хоук (на английски: Frederick Hamilton "Rick" Hauck) е американски тест пилот и астронавт на НАСА, участник в три космически полета.

## Образование
Фредерик Хоук завършва гимназията Сейнт Албън във Вашингтон, Федерален окръг Колумбия през 1958 г. Получава бакалавърска степен по физика от Университета Тафт, Бостън, Масачузетс през 1962 г. През 1966 г. получава магистърска степен по ядрено инженерство от Масачузетски технологичен институт. През 1971 г. завършва школа за тест пилоти.

## Военна кариера
Фредерик Хоук постъпва на служба в USN през 1962 г. В продължение на 20 месеца служи на разрушителя USS Warrington (DD-843) като офицер в бойния команден център на кораба. През 1964 г. завършва школа за морски летец в Монтерей, Калифорния. През 1965 г. завършва следдипломна квалификация по руски език в същата школа. През 1968 г. е зачислен в бойна ескадрила 35 (VF-35) на самолетоносача USS Coral Sea (CVA-43). По време на войната във Виетнам извършва 114 бойни полета. През август 1970 г. става инструктор на самолет А-6 Intruder. През 1974 г. е назначен за командир на 14-о авиокрило на атомния самолетоносач USS Enterprise (CVN-65). В летателната си кариера има повече от 5500 полетни часа на реактивни самолети А-6 Intruder, A-7 Corsair II, F-4 Phantom и F-14 Tomcat.

## Служба в НАСА
Фредерик Хоук е избран за астронавт от НАСА на 16 януари 1978 г., Астронавтска група №8. Взема участие в три космически полета и има 436 часа в Космоса.

### Полети
| Космически полети на Фредерик Хамилтън Хоук                    | Космически полети на Фредерик Хамилтън Хоук | Космически полети на Фредерик Хамилтън Хоук | Космически полети на Фредерик Хамилтън Хоук | Космически полети на Фредерик Хамилтън Хоук | Космически полети на Фредерик Хамилтън Хоук | Космически полети на Фредерик Хамилтън Хоук |
| №                                                              | Дата                                        | КК                                          | Емблема на мисията                          | Функции                                     | Продължителност                             |                                             |
| -------------------------------------------------------------- | ------------------------------------------- | ------------------------------------------- | ------------------------------------------- | ------------------------------------------- | ------------------------------------------- | ------------------------------------------- |
| 1                                                              | 18 юни 1983                                 | „Чалънджър“, мисия STS-7                    |                                             | Пилот                                       | 6 денонощия 02 часа 23 мин. 59 сек.         |                                             |
| 2                                                              | 8 ноември 1984                              | „Дискавъри“, мисия STS-51A                  |                                             | Командир                                    | 7 денонощия 23 часа 44 мин. 56 сек.         |                                             |
| 3                                                              | 29 септември 1988                           | „Дискавъри“, мисия STS-26                   |                                             | Командир                                    | 4 денонощия 01 час 00 мин. 11 сек.          |                                             |
| Сумарно време в космоса – 18 денонощия 03 часа 07 мин. 07 сек. |                                             |                                             |                                             |                                             |                                             |                                             |

- Фредерик Хоук е командир на мисията STS-26, нар. Return to fly (Завръщане към полети), първи полет след катастрофата с космическата совалка Чалънджър.

## Награди
- Медал за изключителна служба (2);
- Медал за отлична служба;
- Легион за заслуги с дъбови листа;
- Летателен кръст за заслуги;
- Въздушен медал (9);
- Медал за похвала със златна звезда;
- Медал на НАСА за изключителна служба;
- Медал на НАСА за изключително лидерство;
- Медал на НАСА за участие в космически полет (3);

На 10 ноември 2001 г. Фредерик Хоук е приет в Астронавтската зала на славата.